# Aneomochtherus oschii
Aneomochtherus oschii är en tvåvingeart som beskrevs av Pavel Lehr 1996. Aneomochtherus oschii ingår i släktet Aneomochtherus och familjen rovflugor. Inga underarter finns listade i Catalogue of Life.